# Feministisk vetenskapsteori
Feministisk vetenskapsteori (eller feministisk vetenskapsfilosofi) är en akademisk teoriutveckling huvudsakligen hemmahörande i filosofin som behandlar förhållandet mellan vetenskap och kön/genus. Feministiska vetenskapsteoretiker arbetar både rent teoretiskt och teoretiskt-empiriskt och det huvudsakliga studieobjektet har varit naturvetenskapen.

## Historik
Den dominerande synen på vetenskap var fram till 1960-talet att den var en strikt logisk verksamhet och att kunskap genererades enbart genom objektiva metoder applicerade på en objektiv verklighet. Denna syn kom att utmanas av teoretiker som Thomas S. Kuhn, Paul Feyerabend och N. Russell Hanson varpå möjligheten öppnades för att studera även de sociala och värdeberoende aspekterna av vetenskapen (se vetenskapsteori). Med detta följde på 1970-talet ett feministiskt intresse för att studera hur kvinnor exkluderats och/eller felrepresenterats i vetenskapen. Utvecklingen av den feministiska vetenskapskritiken liknar den för feministisk teori generellt (se genusvetenskap) i att den tagit sitt avstamp i den tidigare vetenskapens förmodade androcentrism, och att man velat fylla hål i den vetenskap man uppfattade helt eller delvis ignorerat kvinnor och kvinnors erfarenheter. Den feministiska vetenskapsteorin har sedan under den senare delen av 1900-talet utvecklats till en mångfacetterad analys av förhållandet mellan vetenskap och olika sociala kategorier som exempelvis kön, etnicitet och klasstillhörighet.

## Inriktningar
Den feministiska vetenskapsteorin kan grovt delas in i tre inriktningar utifrån dess respektive antaganden om vetenskapen och kön/genus. Skillnaden mellan dem demonstrerar att hur man ser på vetenskapen samt kön/genus får konsekvenser för vilka typer av problemlösningar som blir aktuella. Samtidigt skall nämnas att inriktningarna inte bör vara oförenliga i praktiken även om de ser ut att vara det rent teoretiskt. Man kan exempelvis föreställa sig att kvinnors deltagande i vetenskapen är en grundförutsättning för jämställdhet (empirism), men att ytterligare kritik också är nödvändig (ståndpunktsteori/postmodernism).

### Feministisk empirism
Den feministiska empirismen anammar i mångt och mycket en traditionell syn på (natur-)vetenskap vilken innefattar en grundläggande föreställning om att det vetenskapen sysselsätter sig med är att på ett relativt oproblematiserande sätt observera och extrahera (och/eller falsifiera) ”naturliga” fenomen. Den feministiska empirismen framhåller samtidigt att vetenskapen varit (och i viss mån fortfarande är) androcentrisk såtillvida att det i princip bara är män som haft möjlighet att forska, och att dessa män huvudsakligen forskat på män. Kvinnan anses alltså här vara i en position i förhållande till vetenskapen som är präglad av exkludering, men detta är huvudsakligen en metodologisk fråga. Man anser följaktligen att kvinnor måste få tillträde till universiteten på samma villkor som män och kvinnor måste finnas med bland undersökningsobjeken. Den ”dåliga vetenskapen” (Se Gregory & Miller 2000:71), med andra ord ”den patriarkala” eller ”ojämställda” vetenskapen, anses i grund och botten vara bra, men den behöver modifieras för att ta hänsyn till kvinnor i framtiden. Empiristernas inställning har kritiserats inom den feministiska vetenskapsteorin för att vara naiv i sin tro på att det går att göra vetenskapen jämställd genom att bara ”add women and stir” som Harding (1995) uttrycker det. Kritikerna hävdar att vetenskapen fortsätter att vara ojämställd även efter det att kvinnor kommit in på universiteten och att vetenskapen måste förändras i grunden för att kunna bli jämställd.

### Kritisk kontextuell empirism
Kritisk kontextuell empirism är en mer sofistikerad variant av den feministiska empirismen. Den har främst utvecklats av Helen Longino i böckerna "Science as Social Knowledge" (1990) och "The Fate of Knowledge" (2002). Detta perspektiv skiljer sig från de feministiska empirister som är starkt trogna det positivistiska idealet genom att kritisk kontextuell empirism instämmer med konstruktivister i att vetenskap skapas i interaktion mellan forskare och världen omkring dem. Man framhåller dock som övriga empirister att ojämställdhet i vetenskapen huvudsakligen beror på metodologiska brister.

### Feministisk ståndpunktsepistemologi/ståndpunktsteori
Den feministiska ståndpunktsepistemologin har sina rötter i Hegels teori om herre-slav-förhållandet och Marx idé om hur förtryckta grupper i samhället kan nå insikter som är omöjliga för de överordnade att se. Dess grundtes är att kvinnor i egenskap av att ha ett erfarenhet av förtryck har tillgång till ett privilegierat perspektiv, som enligt Harding innefattar att kunna agera som en förmedlare mellan de hierarkiska dikotomier som präglar det västerländska samhället. Men menar att den skenbart objektiva vetenskapliga blicken är omöjlig att vidhålla om man skall kunna ta hänsyn till att vetenskapen, precis som resten av samhället präglas av klass-, etnicitets- och genushierarkier. 
Ståndpunktsteorin sätter den kvinnliga erfarenheten i centrum. Detta perspektiv har som Longino noterar varierat från ett romantiserande av (medfödd eller socialt inlärd) kvinnlig kompetens till en mer ödmjuk hållning som framhåller att vetenskapen åtminstone måste erkänna att kvinnor erfar och i sin analys ta hänsyn till kvinnors erfarenhet av förtryck. Denna ”erfarenhet” menar man ger kvinnan en självklar plats i vetenskapen. Genom att hon befinner sig i marginalen förmodas kvinnan kunna bidra till att generera kunskap som utan hennes erfarenhet vore omöjlig. Senare utveckling av denna teori har understrukit att andra erfarenheter än den kvinnliga måste inkluderas i kritisk analys av vetenskapen. Exempel på sådana erfarenheter är etnicitet och handikapp och man bör då snarare tala om erfarenheter av förtryck, än specifikt kvinnliga erfarenheter.

### Feministisk postmodernism
Postmoderna teoretiker har sedan 1970-talet då den feministiska ståndpunktsteorin introducerades kommit att bidra med ytterligare problematiseringar i den feministiska vetenskapsteorin genom att ifrågasätta kategorin kvinna och möjligheten till universellt applicerbar kunskap över huvud taget. Inte minst har denna utveckling drivits på av att den tidigare feminismen kritiserats för att begagna sig av den vita medelklasskvinnans erfarenhet som norm (se till exempel Lugones & Spelman 1983). Här kan man säga att kvinnan slutar existera som en utifrån några materiella/fysiska (empirism) eller erfarenhetsbaserade (ståndpunktsteori) kriterier kategoriserbar enhet och istället betonas att ”kvinnligt” och ”manligt” (eller ”femininitet” och ”maskulinitet”) är sociala konstruktioner som vi måste förhålla oss till precis som ras, klass, sexualitet etc. De praktiska implikationerna av feministisk postmodernistisk vetenskapskritik blir att vi måste försöka upphäva de dikotomier som upprätthåller skillnader mellan könen och mellan andra grupper. Ett exempel på en sådan ansats är Haraways metaforiska cyborg (Haraway 1991; se äv. Prins 1995). I Schemans filosofi finns också diskussioner kring kvinnlighet och kroppslighet som berör idén att dualismen i arvet från Descartes, den mellan tanke och kropp, bidragit till att upprätthålla föreställningar om kvinnan (den kroppsliga) som ”mindre mänsklig” än mannen (den tänkande) (se Scheman 1996).

## Teoretiker/forskare
Den feministiska vetenskapsteorin har uppstått i varierande kontext, ofta som reaktioner på olika praktiska förhållanden och teorier inom skilda vetenskapliga discipliner. Mest synlig har den feministiska vetenskapsteorin varit inom filosofin. Exempel på några ofta citerade forskare inom ämnet är Dorothy E. Smith, Sandra Harding, Evelyn Fox Keller, Helen Longino, Anne Fausto-Sterling, Genevieve Lloyd, Donna Haraway, Emily Martin, Karen Barad, Londa Schiebinger och Mary Tiles.